# Ngũ vị hương
Bài này nói về năm loại gia vị được phối hợp với nhau, sử dụng trong ẩm thực Trung Hoa hay Việt Nam, đối với năm loại gia vị của người Bengal, xem bài Panch phoron.
Ngũ vị hương (trong tiếng Trung gọi là 五香粉-ngũ hương phấn) là một loại gia vị tiện lợi dùng trong ẩm thực của người Trung Hoa và Việt Nam, đặc biệt dùng trong ẩm thực của người Quảng Đông. Nó bao gồm năm loại vị cơ bản trong ẩm thực là: mặn, ngọt, chua, cay, đắng.
Thành phần của ngũ vị hương không giống nhau. Nó có thể bao gồm bột của các loại thực vật sau: 
- Sơn tiêu (hay hoa tiêu hoặc xuyên tiêu, thuộc chi Zanthoxylum), (peppercorns)
- Nhục quế (Cinnamomum aromaticum), hoặc quế,
- Đại hồi (Illicium verum), (star anises)
- Đinh hương (Syzygium aromaticum), (cloves)
- Tiểu hồi hương (Pimpinella anisum). (fennel seed)

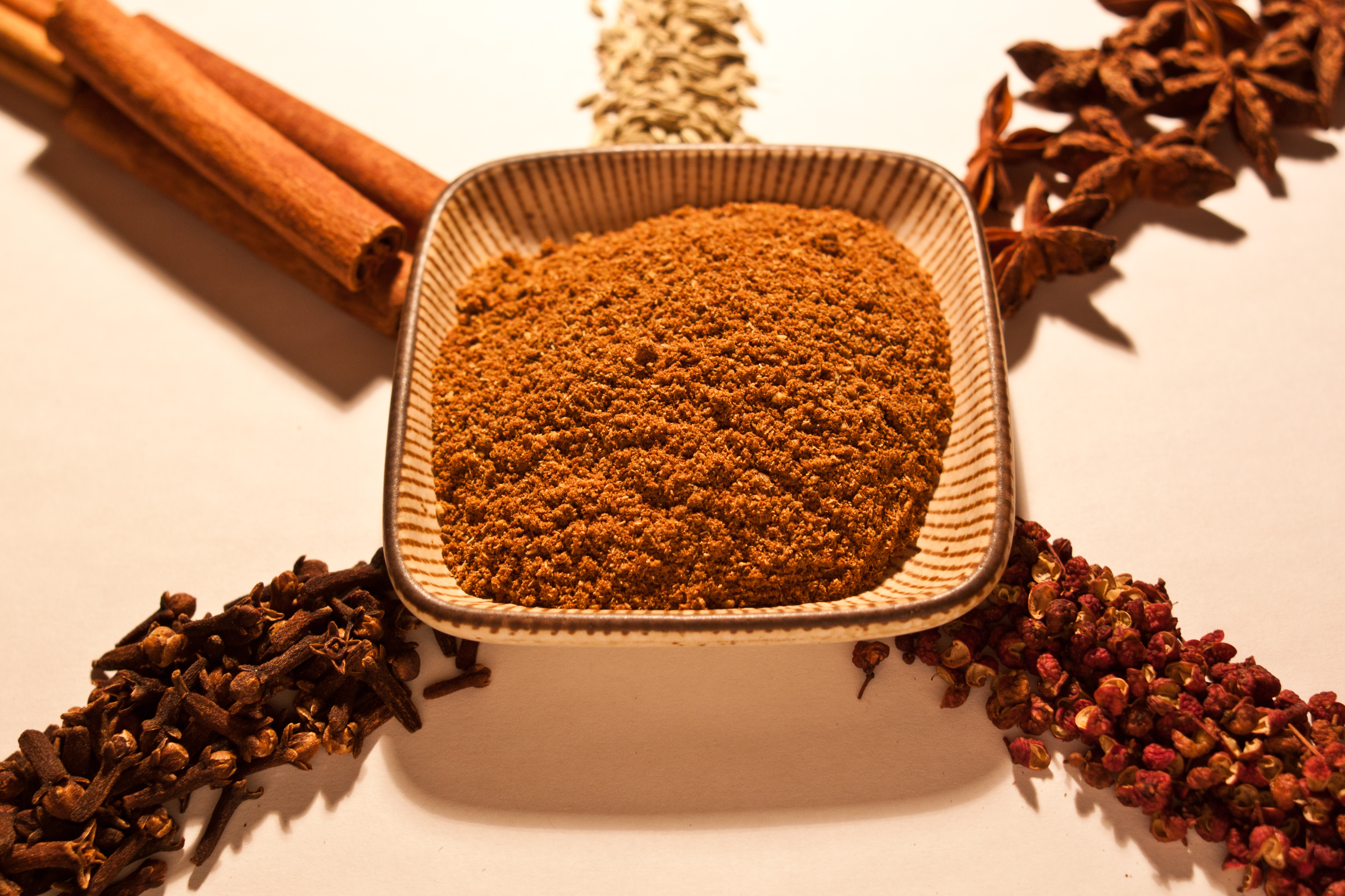
Một hỗn hợp phổ biến cho bột ngũ vị hương (ở giữa) là (từ trên cùng bên trái, qua phải) quế, hạt cây tiểu hồi hương, đại hồi, hạt tiêu Tứ Xuyên và đinh hương

Tuy nhiên, người ta cũng có thể dùng một công thức pha chế khác bao gồm nhục quế, hồ tiêu (Piper nigrum), đinh hương, tiểu hồi hương và đại hồi. Nó được sử dụng trong các món ăn (vịt, bò) quay hay hầm hay các món cà ri.
Bột ngũ vị hương bán trên thị trường có thể có thêm bột ớt hay gừng. Ngũ vị hương đóng gói sẵn ở Việt Nam thường có: đại hồi, đinh hương, nhục quế, ngọc khấu, hồ tiêu, trần bì (tức vỏ quýt (Citrus reticulata) phơi khô tán thành bột), hạt ngò, thảo quả (Amomum hongtsaoko), hạt điều để tạo màu đỏ. Ngoài ra, còn có vài công thức ngũ vị hương khác như: hạt ngò, tiểu hồi, bạch đậu khấu (Amomum kwangsiense hay A.kravanh/compactum), hồ tiêu.
Công thức chế biến ngũ vị hương dựa trên nền tảng triết học Trung Hoa cổ về sự cân bằng âm-dương trong thực phẩm.
Mặc dầu gia vị này được sử dụng nhiều trong các món ăn chế biến tại nhà hàng, nhưng nhiều người nội trợ thông thường không dùng nó trong nấu ăn hàng ngày. Tại Hawaii, một số khách sạn có các lọ đựng ngũ vị hương ngay trên bàn ăn.